# USA's østkyst
USA's østkyst, eller East Coast of the United States også kendt som den East Coast, Atlantic Coast og Atlantic Seaboard, er kystlinjen, hvor det østlige USA møder det nordlige Atlanterhav. Denne region omfatter Connecticut, Delaware, Florida, Georgia, Maine, Maryland, Massachusetts, New Hampshire, New York, New Jersey, North Carolina, Pennsylvania, Rhode Island, South Carolina, Vermont, Virginia, West Virginia og hovedstaden Washington., DC.
37°01′24″N 77°22′10″V / 37.02332°N 77.36954°V